# Salpingogaster petiolata
Salpingogaster petiolata är en tvåvingeart som beskrevs av Hull 1944. Salpingogaster petiolata ingår i släktet Salpingogaster och familjen blomflugor.
Artens utbredningsområde är Bolivia. Inga underarter finns listade i Catalogue of Life.